# エスタジオ・オリンピコ・ヘギオナウ・アルナウド・ブサット
エスタジオ・オリンピコ・ヘギオナウ・アルナウド・ブサット（ポルトガル語: Estádio Olímpico Regional Arnaldo Busatto）は、ブラジル・パラナ州カスカヴェウにある多目的競技場。通称のニーニョ・ダス・コブラス（Ninho das Cobras）の名でも知られる。

## 概要
主にカスカヴェウCR、FCカスカヴェウの両サッカークラブの本拠地として用いられており、かつてはカスカヴェウECも本拠地としていた競技場である。収容人数は28,125人。
所有者はカスカヴェウ市で、スタジアムの名前には州副知事を務めたアルナウド・ブサットの名が取られている。

## 歴史
1982年に完成。こけら落としは同年11月10日に行われたサンパウロFC対カスカヴェウECで、サンパウロが1-0で勝利した。初得点者はサンパウロのパウロ・セザール。この試合の観客数は35,000人を数えた。